# 牧長義
牧 長義（まき ながよし、生没年不詳）は戦国時代の武将。諱は義清（よしきよ）とも。
官位は下野守。父は斯波義統の弟・津川義長。母は斯波義廉の四男牧左近義次の娘。斯波義銀の従兄弟にあたる（『張州雑志』）。
子に牧長清、牧長正（長治）。室は織田信定の娘（織田信秀の妹・長栄寺殿）、尾張川村北城主岡田時常の娘。定紋は丸に三引、丸に橘。

## 略歴
父は斯波氏一族の津川氏で、時常の婿となるも母方の姓である牧氏を名乗った。
長義の子長清と長正は桶狭間の戦いで丹下砦の守備を任された真木与十郎、真木宗十郎と同一人物とされる。
尾張国の織田信秀に仕え、長義は信秀の娘（織田信長の妹・信徳院、おとくの方、小林殿）を子長清の室に迎えた。
岳父時常に尾張川村北城（川村城）を譲られ、居城とする。信秀が末森城に拠点に移すと、天文17年（1548年）、尾張愛知郡に前津小林城を築き、城主となって4千石を知行した。川村北城は廃城とし、のち尾張島田城を修理して出城とし、親族の牧虎蔵を置いた。信秀の死後は子長清とともに信長にも仕えている。
元亀元年（1570年）長清の卒後、小林城は廃され跡地は柳生家屋敷となり、のち清浄寺となった。長盛、盛家と続いた長清の子孫は曾孫盛永のとき外姓の岡村氏を称した。従って牧氏は徳川家康の家臣となっていた長正が継承し、子の長勝は江戸幕府旗本となった。
家督は、長勝の次男長重が継ぎ、三男勝重は尾張藩士、長男家恒は伯父の丹波山家藩主谷衛友に養育され郷士となって夫々存続した。
墓所は愛知県名古屋市中区大須四丁目の清浄寺。　　　　　　　　　　　　　　　　　　　　　　　　